# Teatro San Ginés
El Teatro San Ginés, también conocido como Espacio San Ginés, es un teatro de la ciudad de Santiago de Chile, administrado por la Corporación Cultural San Ginés. Está ubicado en Mallinkrodt 112, Santiago, Chile. Hasta 2009, el recinto había albergado más de 170 compañías teatrales y presentado una cantidad superior a 250 espectáculos. Su fundador es el actor chileno Juan Pablo Sáez.

## Historia
El recinto fue inaugurado el 28 de octubre de 1999, con la obra «Sueños de seductor», o «Play It Again, Sam», en su idioma original, escrita por Woody Allen. El contexto de esta apertura era una escasez de propuestas independientes en la escena teatral de Santiago. Su fundador, el actor chileno Juan Pablo Sáez, logró el financiamiento para poner en marcha el teatro actuando en teleseries, realizando eventos y recurriendo a marcas comerciales.
En su primera década de funcionamiento, hasta octubre de 2009, recibió más de 170 compañías, 250 obras y sobre 2 500 000 espectadores. Sin embargo, en el historial del teatro también se registraron hechos que interrumpieron su normal funcionamiento. En marzo de 2008, un incendio arrasó sus instalaciones, lo cual obligó a sus propietarios a reagendar las obras en cartelera y reconstruir sus dependencias. Tras lo sucedido, el teatro fue diseñado con dos salas para 480 personas, e instalaciones móviles para adaptarse a conciertos y otros eventos.

### Festival de Teatro San Ginés
La selección de lo más destacado de su cartelera se denomina «Festival del Teatro San Ginés», muestra que inaugura cada temporada.